# Grottazzolina
Grottazzolina là một đô thị tại tỉnh Ascoli Piceno ở vùng Marche, Ý.
Đô thị này có diện tích  km², dân số là người (thời điểm)